# Directorio del Servicio de Computadoras
El Directorio del Servicio de Computadoras (en hebreo: אגף התקשוב) (transliterado: Agaf HaTikshuv) (también llamado: Atak ) es un directorio que pertenece al Cuartel General de las FDI, es el cuerpo de las Fuerzas de Defensa de Israel que se encarga de la comunicación, la transmisión sin cables, la computerización, el mando y el control sobre la defensa y la información de las FDI. El directorio fue creado en el mes de marzo del año 2003. El directorio es dirigido por el General Nadav Padan.

## Unidades
El directorio está formado por tres unidades: el cuerpo C4I, la brigada operativa (en hebreo: חטיבת ההפעלה) (transliterado: Hativat HaHafalá) que se encarga de las comunicaciones operacionales y la guerra electrónica, y el Lotem (en hebreo: לוט"ם), la unidad de telecomunicaciones y de las tecnologías de la información.
El Lotem está  formado por las siguientes unidades:
- Mamram (ממר"ם). Centro de Computadoras y Sistemas de Información. Es el responsable del software militar y la estructura de las computadoras.
- Hoshen (חושן). Es el responsable de operar los sistemas de comunicación del Ejército.
- Matzov (מצו"ב). Centro de encriptación, información y seguridad. Es el responsable de la protección de los datos digitales militares.
- Maof (מעו"ף). Sistemas y proyectos. Es el responsable de la planificación y la ingeniería de los sistemas de telecomunicaciones.
- Matzpen (מצפ"ן). Sistemas militares del mando, el control, la gestión, la logística y los recursos humanos.

## Comandantes
- General Yitzhak Harel (30 de marzo de 2003 – 20 de diciembre de 2003)
- General Udi Shani (21 de diciembre de 2003 – 12 de noviembre de 2006)
- General Ami Shafran (13 de noviembre de 2006 – 24 de octubre de 2011)
- General Uzi Moscovich (24 de octubre de 2011 – 28 de marzo de 2016)
- General Nadav Padán (13 de junio de 2016-)